# لانا مارکس
لانا جی مارکس (به انگلیسی: Lana J. Marks)(متولد ۱۸ نوامبر ۱۹۵۳) طراح کیف دستی آمریکایی متولد آفریقای جنوبی و سفیر فعلی ایالات متحده در آفریقای جنوبی است است. او صاحب و مؤسس مارک تجاری معروف Lana Marks است. وی استوارنامه خود را در تاریخ ۲۸ ژانویه سال ۲۰۲۰ به دولت آفریقای جنوبی ارائه داد.

## اوایل زندگی و تحصیل
لانا مارکس در شهر شرق لندن، آفریقای جنوبی متولد شد. پدرش، الک بانک، از کودکی از لیتوانی مهاجرت کرده و توسعه دهنده دارایی متمول و رهبر جامعه یهودی بود. لانا در دبیرستان دخترانه کلاراندون در شرق لندن تحصیل کرد و به زبان‌های خوشا و آفریقایی صحبت می‌کند.
مارکس یک بازی کن تنیس مشتاق است، که در برمودا بازی کرده‌است، در سال ۱۹۸۵ در مسابقات ماکابیا برای ایالات متحده مدال برنز کسب کرده، او همچنین در بازی اوپن آفریقای جنوبی بازی کرده و به مرحله مقدماتی بازیتنیس آزاد فرانسه نیز راه یافته‌است.

## حرفه
مارکس مدیر عامل و طراح Lana Marks بود، مارک به دلیل ایجاد برخی از گرانترین کیف‌های دستی جهان معروف است. هلن میرن وقتی برنده جایزه اسکار در سال ۲۰۰۷ شد، کیف دستی خود را به صحنه برد تا جایزه خود را بپذیرد. دخترش در حال حاضر این برند را اداره می‌کند. شرکت لانا مارکس در پالم بیچ، نیویورک، بورلی هیلز و دبی فروشگاه دارد.

### سفیر آفریقای جنوبی
در ۱۴ نوامبر ۲۰۱۸، رئیس‌جمهور دونالد ترامپ مارکس را به عنوان سفیر ایالات متحده در آفریقای جنوبی معرفی کرد. مارکس بیش از دو دهه ترامپ را می‌شناخت و یکی از اعضای باشگاه مار-ئه-لاگو ترامپ بود. وی در ۲۶ سپتامبر ۲۰۱۹ به اتفاق آرا توسط سنا تأیید شد. وی در تاریخ ۴ اکتبر ۲۰۱۹ به مقام خود سوگند یاد کرد و در ۹ نوامبر ۲۰۱۹ با ارسال مدارک دیپلماتیک خود به سیریل رامافوسا رئیس‌جمهور آفریقای جنوبی در تاریخ ۲۸ ژانویه ۲۰۲۰ به پست خود رسید.
لانا مارکس معاون خود به اسم دیوید یانگ را از سمتش اخراج کرد. اگرچه گفته می‌شود این اخراج قرار دادن پسرش در سمت ارشد سفارت بوده‌است، اما یک مقام ارشد سفارت این امر را «مسخره» توصیف کرد و مارکس با صدور بیانیه ای از یانگ تعریف و تمجید کرده‌است که شیوه‌های مدیریت آنها متفاوت است.

## توطئه قتل توسط جمهوری اسلامی
روز ۲۴ شهریور ۱۳۹۹، یک نشریه آمریکایی به اسم پولیتیکو گفت مقامات دولت آمریکا به استناد گزارش‌های اطلاعاتی گفتند که جمهوری اسلامی در حال توطئه برای کشتن لانا مارکس است. به نوشته نشریه پولیتیکو این اقدام به عنوان انتقام کشته شدن قاسم سلیمانی طراحی شده و آن طور که یک مقام آمریکایی به پولیتیکو گفته سفارت جمهوری اسلامی در پرتوریا نیز در این توطئه نقش دارد. مقام‌های آمریکایی به پولیتیکو گفتند که از بهار ۱۳۹۹ در مورد تهدید جمهوری اسلامی علیه لانا مارکس، سفیر آمریکا در آفریقای جنوبی، با خبر بوده‌اند.
انتشار گزارش پولیتیکو واکنش شدید رئیس‌جمهور آمریکا دونالد ترامپ را در پی داشت و او طی پیام توییتری هشدار داد: «هر حمله از سوی ایران، به هر شکلی که علیه آمریکا صورت گیرد، حمله‌ای هزار بار شدیدتر ما را در پی خواهد داشت.»

## زندگی شخصی
مارکس از سال ۱۹۷۶ با نویل مارکس، روان‌پزشک عملی وابسته به مرکز پزشکی جان اف کندی ازدواج کرد. مارکس و شوهرش بعداً در برمودا زندگی کردند تا اینکه در سال ۱۹۸۷ به فلوریدا رفتند. او دو بچه دارد.
مارکس دوست شخصی دایانا، شاهدخت ولز بود. به گفته مارکس، این دو برای پایان ماه اوت ۱۹۹۷ سفری چهار روزه به ایتالیا را برنامه‌ریزی کرده بودند اما در آخرین لحظه پدر مارکس دچار حمله قلبی شد و این سفر لغو شد. دایانا، بعداً در پاریس در طی تصادف با خودرو درگذشت و لانا مارکس نتوانست با او دیدار داشته باشد. از سال ۲۰۱۰، مارکس عضو تفریحگاه مار-ئه-لاگو دونالد ترامپ است. به گفته مارکس، او به این دلیل به عضویت درآمد که سایر باشگاه‌های آمریکا در پالم بیچ، فلوریدا اعضای یهودی را قبول نمی‌کردند.